# Classe Roberts

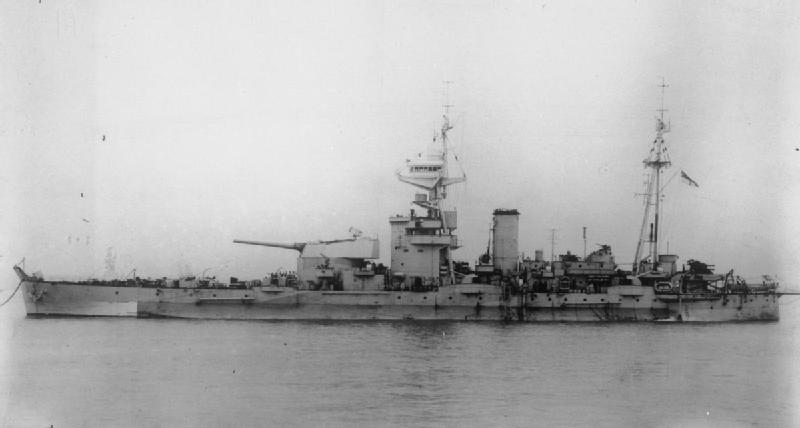
O HMS Roberts por volta de 1942.

A classe Roberts foi uma classe de monitors da Marinha Real Britânica construídos durante a Segunda Guerra Mundial.

## Navios da classe
| Navio                  | Construtor                   | Laid down           | Lançado                | Comissão              | Destino                                 |
| ---------------------- | ---------------------------- | ------------------- | ---------------------- | --------------------- | --------------------------------------- |
| HMS Roberts (F40)      | John Brown, Clydebank        | 30 de Abril de 1940 | 1 de Fevereiro de 1941 | 27 de Outubro de 1941 | Desmantelado em Inverkeithing, 1965     |
| HMS Abercrombie (F109) | Vickers-Armstrongs, Wallsend | 26 de Abril de 1941 | 31 de Março de 1942    | 5 de Maio de 1943     | Desmantelado em Barrow-in-Furness, 1955 |